# Dygdetik
Dygdetik är en normativ gren som skiljer sig från andra grenar av etiken som betonar att goda handlingar är handlingar som leder till vad som är gott (konsekventialism) eller som betonar människans plikter (deontologi). Vad som är en dygdig handling bedöms efter vad en (annan) dygdig människa hade gjort i samma situation.
Dygdetikens grundpelare är tre fundamentala begrepp: dygd, praktisk visdom och eudaimoni. Dygder uppfattas inom eidetiken som karaktärsdrag snarare än som handlingar. Dygden "ärlig" innebär med andra ord för en dygdetiker inte det att tala sanning om personen gör så av rädsla för konsekvenserna eller av andra odygdiga skäl, utan en stark motvillig känsla inför lögnen. Från Aristoteles, som är en viktig gestalt inom dygdetiken, har termen eudaimoni inlånats, vilket innebär 'lycka', 'välmående'. För dygdetiken hålls rationellt tänkade framför instinkter, och handlingar bör bedömas med rationella argument istället för efter den handlandes instinktiva begär.
Några av de mest namnkunniga dygdetikerna är Platon, Aristoteles, Elizabeth Anscombe, Philippa Foot, Richard Taylor, Alasdair MacIntyre, Rosalind Hursthouse, Michael Slote och Martha Nussbaum.

### Fotnoter
1. ↑  ”Virtue Ethics | Internet Encyclopedia of Philosophy” (på amerikansk engelska). www.iep.utm.edu. http://www.iep.utm.edu/virtue/. Läst 23 februari 2017.
2. 1 2  Hursthouse, Rosalind (2016-01-01). Edward N. Zalta. red. The Stanford Encyclopedia of Philosophy (Winter 2016). Metaphysics Research Lab, Stanford University. https://plato.stanford.edu/archives/win2016/entries/ethics-virtue/. Läst 23 februari 2017
3. ↑  ”Virtue ethics” (på engelska). BBC. http://www.bbc.co.uk/ethics/introduction/virtue.shtml.